# Trechnotheria
Trechnotheria su grupa sisara koja obuhvata terijane i neke fosilne sisare iz mezozočne ere. Od jure i tokom perioda krede, ova grupa je bila endemska u današnjoj Aziji i Africi.
Takson Trechnotheria je imao različite rangove, ali ga je uprava imenovanja prvobitno opisala kao „superlegiju“. Kasnija matična definicija za takson Trechnotheria bila je da je to klada koja se sastoji od poslednjeg zajedničkog pretka Zhangheotherium i živih terijanskih sisara, i svih njegovih potomaka.

## Spoljašnje veze
- Aron Ra - "Systematic Classification of Life (episode 27) - Trechnotheria"